# Arkivvetenskap
Arkivvetenskap är den akademiska vetenskapen om arkiv. Den behandlar arkivens roll i samhället, tekniker för att bevara analoga och digitala dokument, arkivförteckningar och andra sökhjälpmedel samt service till arkivens användare. Ämnet har tidigare haft karaktär av påbyggnadsämne till historia, men är nu en självständig disciplin med anknytning till informationsvetenskap.

## Arkivteori
Ett grundläggande område inom arkivvetenskapen är arkivteori, som behandlar principerna för ordnande, förtecknande, bevarande och gallring. Internationellt sett finns flera skilda traditioner, men en gemensam grundval för arkivteorin sedan den historiska källkritiken slog igenom på 1800-talet är proveniensprincipen. "Proveniens" betyder ursprung och principen innebär att ett arkiv, dvs. alla handlingar från en arkivbildare, hålls ihop som en enhet så att handlingarnas sammanhang inte ska gå förlorat. Om arkivet redan är ordnat efter något system bevarar man i regel också denna ordning. Med arkivbildare menas en myndighet, ett företag, en organisation eller person som i sin verksamhet skapar och tar emot handlingar. De flesta handlingar i ett arkiv hänger ihop med andra handlingar som länkar i en kedja. Skälet till att man vill bevara dessa länkar är att sambanden i sig är informationsbärande och dessutom styrker de enskilda handlingarnas autenticitet.

## Andra delområden
Andra viktiga arkivvetenskapliga delområden har av tradition varit paleografi, förvaltningshistoria och arkivrätt. Paleografi är läran om tolkningen av äldre skrift, som har betydelse vid exempelvis editionsarbeten och vid service till arkivets användare. Förvaltningshistoria är till praktisk hjälp för att förstå ordningen i äldre myndigheters arkiv, men ämnet har också en kulturhistorisk sida. Vidgat till den mer allmänna frågan om arkivens historia och funktioner i samhället under olika epoker har arkivvetenskapen på detta fält på senare tid berikats genom kulturvetenskapliga studier av arkivens medskapande roll för kollektiv identitet och kulturellt minne. Arkivrätt gäller alla rättsliga bestämmelser som kan ha med arkiv att göra: lagar om offentlighet, sekretess och personuppgiftshantering, eventuella arkivlagar och upphovsrätt vid önskan om publicering av arkivmaterial. Ett relativt nytt delområde är arkivpedagogik, som behandlar skolundervisning på arkiv, anordnandet av utställningar, "arkivens dag" och liknande utåtriktade aktiviteter.

## Bevarande och tillgänglighet
Traditionellt rymmer den tekniska sidan av ämnet frågor om bland annat förvaringsmetoder, arkivmaterialets beständighet och konserveringsåtgärder. Sedan 1990-talet har informationsteknikens betydelse för arkiven alltmer kommit i fokus för arkivvetenskapen. Det gäller dels vilka krav som från arkivsynpunkt måste ställas på elektroniska dokumenthanteringssystem för att elektroniska handlingar ska kunna arkiveras som andra dokument, dels hur informationsteknik kan användas för att göra arkivens material mer tillgängligt. Exempel på det senare är i Sverige den Nationella Arkivdatabasen (NAD) och möjligheten för släktforskare att ta del av kyrkböcker på Internet.

## Lärosäten och tidskrifter
I Frankrike inrättades en arkivvetenskaplig skola, École des chartes, 1821 och i Tyskland organiserades omkring 1900 en liknande statlig utbildning vid universitetet i Marburg.
I Sverige har arkivvetenskap som studieämne funnits sedan 1973 vid Stockholms universitet enligt ett förslag i 1969 års biblioteksutredning. Från slutet av 1980-talet och framåt infördes ämnet vid högskolorna i Härnösand, Uppsala och Göteborg, samt tidvis Lund, Karlstad och Linköping. I Stockholm är arkivvetenskapen numera koncentrerad till Södertörns högskola där den kan ingå i två program kopplat till kulturarv respektive informationsförvaltning. Vid Uppsala universitet och Lunds universitet ingår ämnet, tillsammans med biblioteks- och informationsvetenskap och musei- och kulturarvsvetenskap/museologi, i en ABM-utbildning på avancerad nivå. Vid Mittuniversitetet, som har det bredaste arkivvetenskapliga kursutbudet, har ämnet alltid haft benämningen arkiv- och informationsvetenskap och bildar en avdelning inom Institutionen för informationssystem och -teknologi. Vid Luleå tekniska universitet kan man också läsa en kurs med fokus på "digitalt bevarande", medan den koppling till historieämnet och yrkespraktiken som också präglade utbildningen vid Stockholms universitet finns vid Göteborgs universitet.
En svensk tidskrift som sedan 1953 publicerar arkivvetenskapliga forskningsartiklar är Arkiv, samhälle och forskning.

## Historik
Den äldsta kända litteraturen om arkivlära är två skrifter av Jacob von Rammingen tryckta 1571. De är inte vetenskapliga i modern mening, men anknyter till den tidens samhällsteorier och är alltså inte rent praktiska handböcker. Rammingen klargör i sina båda skrifter att arkivläran har funnits långt innan han skrev böckerna, varför tryckåret inte är någon bra datering av själva ämnets uppkomst. 
En bok som fick mycket stort inflytande var "den holländska arkivhandboken", Handleiding voor het ordenen en beschrijven van archieven, av Muller, Feith & Fruin. Boken kom ut 1898 och översattes till flera språk. Författarnas ortodoxa tolkning av proveniensprincipen blev ett rättesnöre i stora delar av världen, inte minst Sverige.
De mest inflytelserika författarna under 1900-talet var britten Hilary Jenkinson (A manual of archive administration, 1922) och amerikanen Theodore R. Schellenberg (Modern archives, 1956). Bland de mer tongivande arkivvetenskapliga författarna under de senaste årtiondena kan nämnas Terry Cook, David Bearman, Luciana Duranti, Sue McKemmish, Frank Upward, Eric Ketelaar och Margaret Hedstrom.